# Al Cowens
Alfred Edward Cowens (Los Ángeles, California, 25 de octubre de 1951-Downey, California, 11 de marzo de 2002), más conocido como Al Cowens, fue un jugador profesional estadounidense de béisbol que se desempeñó en la posición de jardinero derecho en las Grandes Ligas de Béisbol (MLB). Es poseedor de un Guante de Oro.

## Carrera
Cowens jugó como profesional seis temporadas en Kansas City Royals (1974-1979), después pasó a California Angels (1980), luego a Detroit Tigers (1980-1981), posteriormente a Seattle Mariners, donde jugó cinco temporadas (1982-1986), y fue el equipo en el que se retiró.

## Premios
Fue galardonado con el Guante de Oro en una oportunidad (1977).